# 幸福ラジオ RE-SET!
幸福ラジオ RE-SET!（こうふく‐リセット）とは東海ラジオ放送で2008年秋の番組改編から放送されている番組のことである。
通常は雷門がメインパーソナリティ、成田アナがアシスタントだが、2009年1月25日の放送では同年1月18日の放送で決定していた2人の役割の入れ替え（メインとアシスタントの役割はもちろん、自身がメインのコーナーも担当が入れ替わった）を行った。

## 放送日時
- 毎週日曜日 18:00～21:00。

## 番組出演者
メインパーソナリティ
- 雷門幸福（自身としては初となる冠番組のパーソナリティ）

アシスタント
- 成田香織（東海ラジオ放送アナウンサー）

## 主な番組コーナー
叫んでリセット
- 番組の看板コーナー。メッセージを寄せてもらった中から数人が番組中随時出演中。
  - かおリセット（成田アナがなごみゅーじっく同様の声でリスナーから届いたメッセージを読んで応じた返答をエコーにのせて行う。最近はメッセージそれぞれに行う「リセット～」の声がエコーを駆使してやまびこのように聞こえるなどバージョンも多様化している）

ウィークエンドリセット（18時30分頃）
- 成田アナが一週間の主なニュース･話題を紹介した後、雷門が選んだニュース･話題を題材にしたオリジナル落語を披露する。

ワールドワイドリセット（19時台）
- 世界の様々な話題を成田アナが紹介する。

中日新聞ニュース･天気予報
- 3回（18時･19時･20時）それぞれ番組の後半に放送。中日新聞ニュースでBGMとして使用されるものは2COOL!と同様のものが使用されている。

交通情報〔18時（2回）･19時･20時。18時台前半のみカレーうどんの若鯱家の提供〕
- 担当は夜勤担当のアナウンサー（日本道路交通情報センター提供の情報を読み上げる）

日本史タロー
雷門幸福の名盤アワー
なごみゅーじっく
- 「なごみ」をテーマに心地よい音楽と情報を成田アナが紹介。

ラジオ雀荘日誌（19時･20時の2回放送）
山本譲二の住まいるフレンド（提供：東建グループ）